# Diego Evelino Hurtado de Compostela

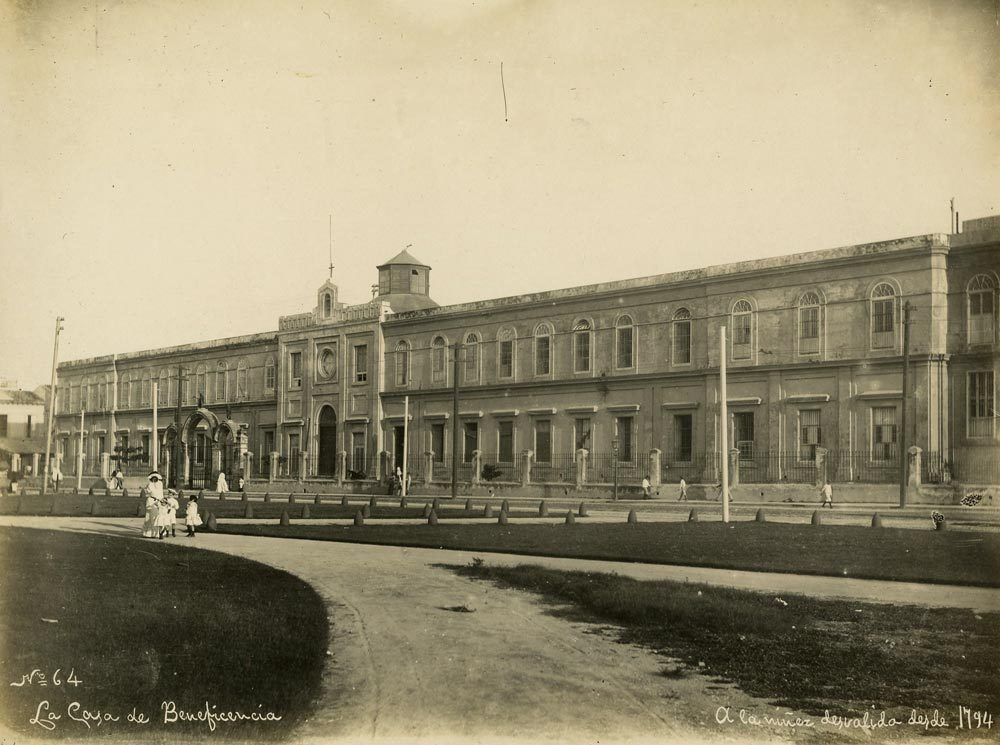
Casa de Beneficencia i Maternitat de l'Havana, fundada pel bisbe Evelino Hurtado

Diego Evelino Hurtado Vélez (1638 a Santiago de Compostel·la (Espanya) - 29 d'agost, 1704 a l'Havana, Cuba) va ser el bisbe de la diòcesi de Santiago de Cuba (actualment l'arxidiòcesi de Santiago de Cuba). Era conegut com el bisbe Diego Evelino Hurtado de Compostela.
El 4 de juny de 1685 va ser nomenat bisbe de Santiago de Cuba pel papa Innocenci XI i va ser ordenat bisbe el 29 d'agost de 1704 pel cardenal Savo Millini, nunci apostòlic a Espanya. Donà el seu hort a l'Havana per a l'edifici del Convent de Belén (després utilitzat com a Col·legi de Belén). Va morir a l'Havana el 29 d'agost de 1704.
El 1687 va fundar La Casa de Beneficencia y Maternidad de La Habana.